# Poșoloaca, Bihor
Poșoloaca este un sat în comuna Tileagd din județul Bihor, Crișana, România.

## Vezi și
- Biserica reformată din Poșoloaca

## Imagini

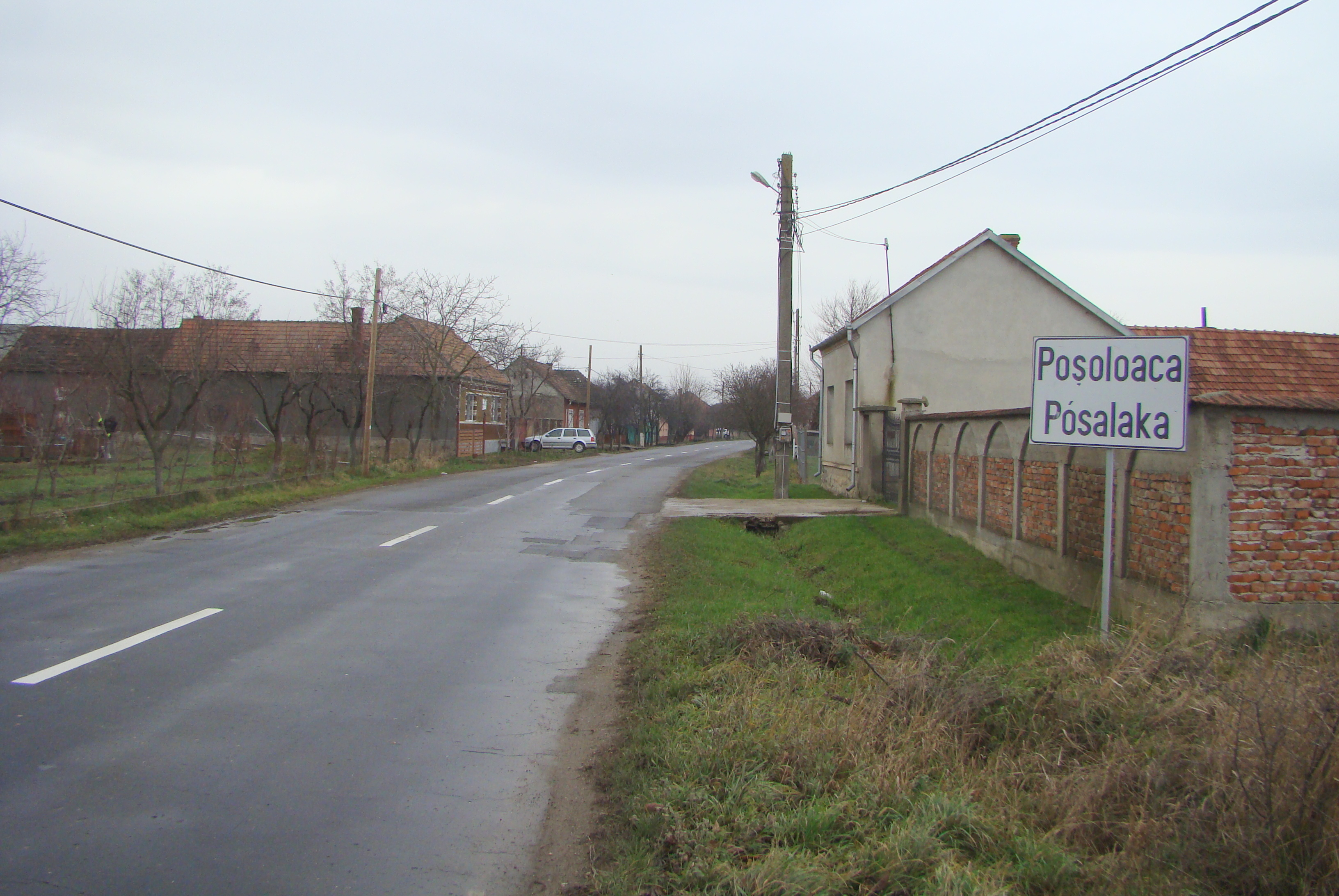
Intrarea în localitate
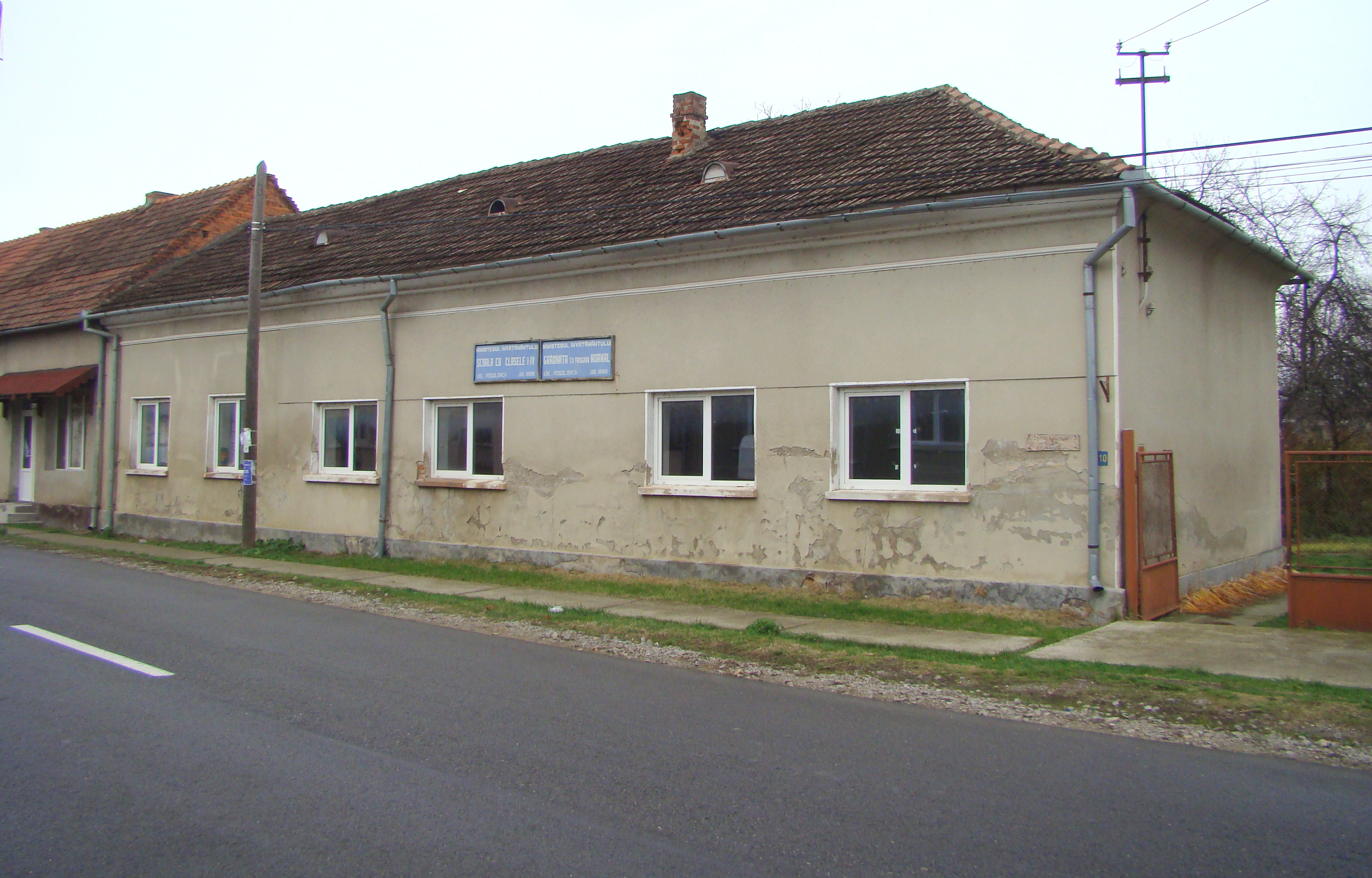
Școala
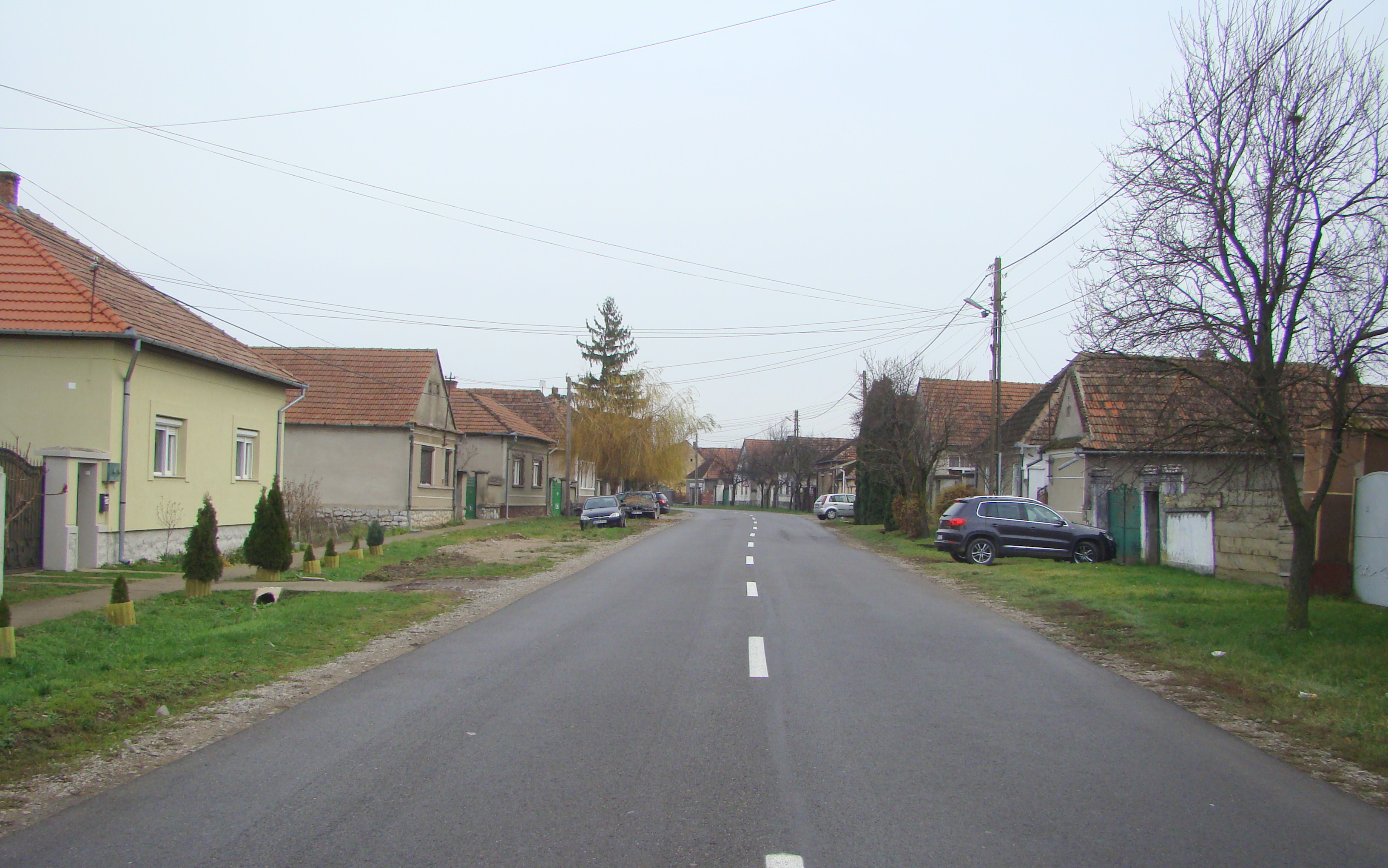
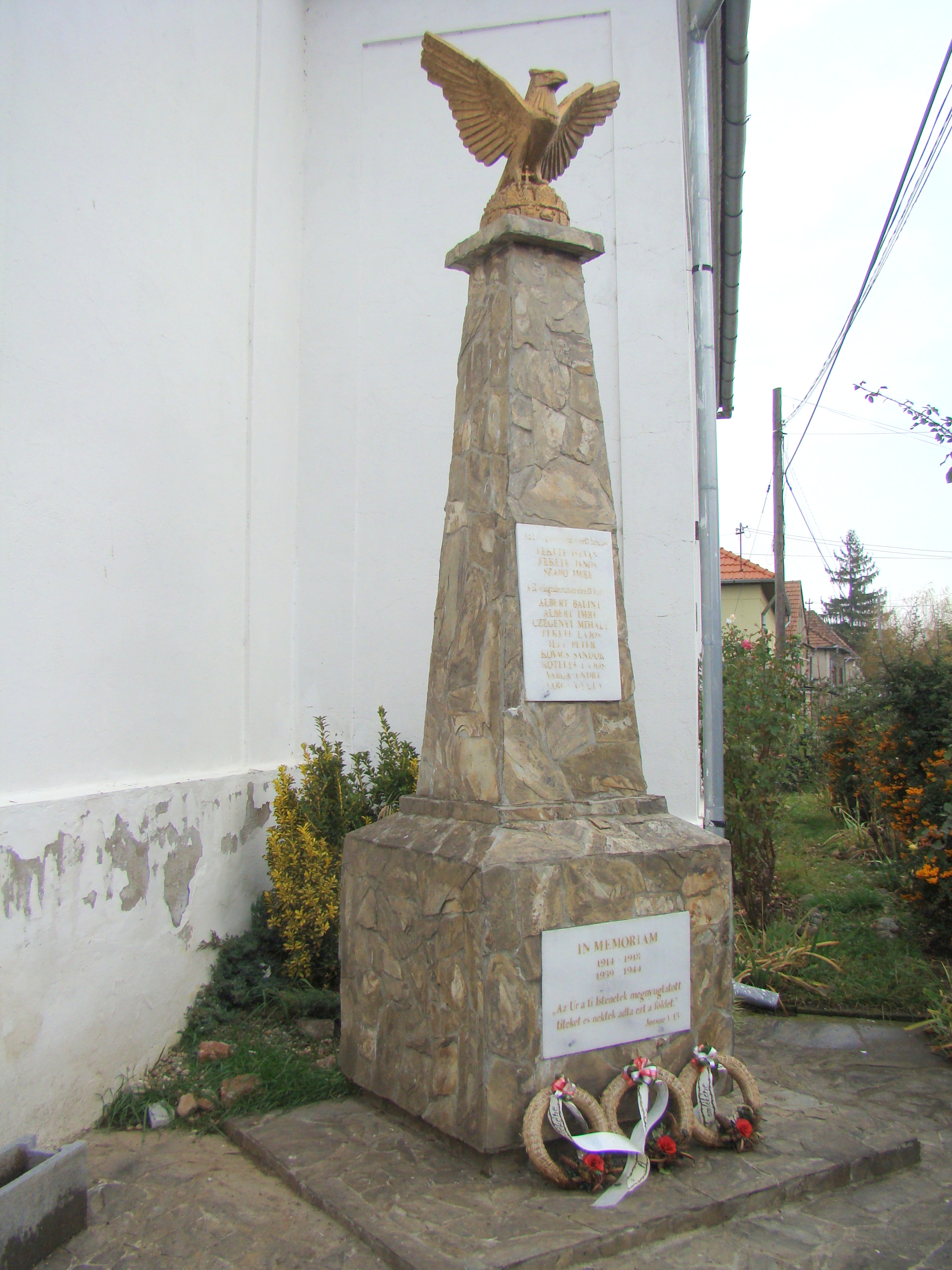
Monumentul eroilor

 Acest articol despre o localitate din județul Bihor este deocamdată un ciot. Puteți ajuta Wikipedia prin completarea lui.